# Isbul
Isbul (em búlgaro: Исбул; fl. décadas de 820 e 830) foi um caucano, uma espécie de primeiro-ministro, do Primeiro Império Búlgaro durante o reinado dos cãs Omurtague (r. 815–831), Malamir (r. 831–836) e Presiano I (r. 836–852). Nomeado por Omurtague, Isbul foi também o regente dos menores Malamir e Presiano. Durante o governo dos dois, Isbul liderou as vitoriosas campanhas búlgaras contra os bizantinos no sul da Trácia e na Macedônia e que resultaram numa significativa expansão territorial do império. Como co-governante de Malamir, Isbul também financiou a construção de um aqueduto na capital, Plisca. Como segundo homem mais importante do império, Isbul detinha um enorme poder e era imensamente rico, o que fazia com que seu nome aparecesse muitas vezes ao lado do nome do monarca em inscrições. Por causa de suas conquistas, Isbul é considerado como um dos arquitetos do estado búlgaro medieval pelos historiadores.

## História

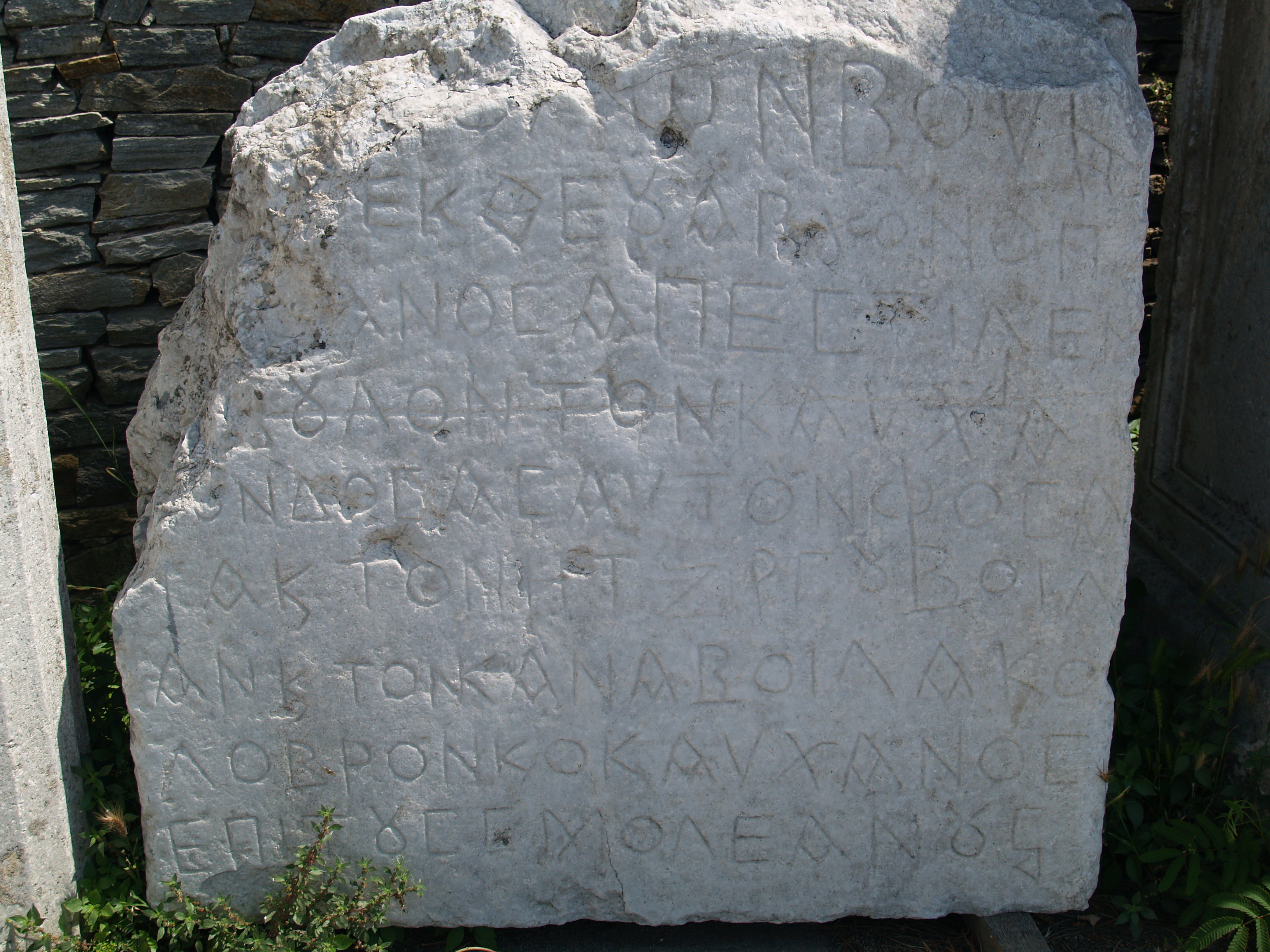
Parte da Inscrição de Presiano que faz referência a Isbul

O posto de caucano era um título hereditário durante o Primeiro Império Búlgaro, monopolizado por membros de uma família chamada "Caucano" pelos estudiosos. Para aceder à posição, Isbul deve, portanto, ter pertencido a ela, o que é indiretamente evidenciado pelo seu nome em búlgaro. O historiador Plamen Pavlov teoriza que Isbul pode ter começado sua carreira sob o comando de Crum (r. 803–814) e que, na época do filho dele, Omurtague (r. 815–831), Isbul já seria um nobre influente. Como ele é citado como caucano e regente do monarca seguinte, Malamir (r. 831–836), conjectura-se que ele teria sido nomeado para o posto em algum momento do reinado de Omurtague. 
O mais antigo registro de Isbul é a epígrafe em pedra conhecido como "Crônica de Malamir" que afirma que Malamir "reinou junto com o caucano Isbul". Malamir era o filho mais novo de Omurtague e deve ter sido considerado jovem demais para reinar por conta própria e, por isso, um regente teve que ser nomeado. Omurtague escolheu Malamir por que o seu primogênito, Enravota, era cristão. Os bizantinos esperavam poder se aproveitar da instabilidade na Bulgária na época, provocada principalmente pela presença de um menor no trono, e romperam a longa paz criada pelo Tratado de 815, que eles haviam inicialmente reconfirmado quando Malamir ascendeu ao trono. Em 836, estava encarregado das tropas búlgaras que repeliram a invasão bizantina e passaram a atacar o território inimigo. 
Como parte desta campanha, Isbul e Malamir capturaram as fortalezas trácias de Próbato (perto de Adrianópolis), e Burdizo (moderna Babaeski) Depois de conquistar as duas fortalezas, as tropas búlgaras chegaram a Filipópolis e, como a guarnição de defesa havia abandonado a cidade, Isbul e Malamir negociaram com a população para persuadi-los a entregar o castelo sem luta. Pavlov defende que a guerra terminou e o tratado de 815 foi restabelecido. Ele acredita ainda que o imperador bizantino Teófilo (r. 829–842) foi forçado a fazer concessões à Bulgária, entre elas, possivelmente, a incorporação de Filipópolis e redondezas ao Império Búlgaro.
Durante seu período como co-governante e caucano de Malamir, Isbul financiou a construção do aqueduto ou fonte em Plisca, que ele doou a Malamir. A construção foi ocasião para um grande banquete organizado pelo monarca e para presentear a nobreza, ambos testemunhos da influência de Isbul. Na fonte literária sobre esta obra, Isbul é aclamado junto com Malamir: "Que Deus permita que o monarca nomeado por Deus viva cem anos junto com o caucano Isbul". Normalmente, estas bençãos eram dirigidas unicamente ao monarca e este é o único caso conhecido da época do Primeiro Império Búlgaro. A inscrição também menciona a avançada idade de Isbul na ocasião.
Depois da morte repentina de Malamir em 836, o trono búlgaro passou para Presiano I (r. 836–852), que provavelmente também era menor de idade. Como evidenciado pela Inscrição de Presiano, de Filipos, Isbul manteve sua posição como caucano e sua influência sobre a corte. No ano seguinte, a tribo eslava dos esmolenos (smolyani/smolenoi), que habitavam o baixo Nesto (Mesta) e a Trácia Ocidental perto de Drama, se rebelaram contra seus mestres bizantinos. A inscrição de Filipos menciona uma atividade búlgara em grande escala na região dos esmolenos. O exército búlgaro era liderado por Isbul, pelo izurgu-bulia (o comandante da guarnição da capital) e pelo sumo-sacerdote da corte. Como a inscrição está danificada, não se sabe qual lado Isbul e Presiano apoiaram no conflito. Porém, nesta campanha o exército búlgaro conquistou a maior parte da Macedônia, incluindo Filipos, onde a inscrição foi encontrada. Depois disto, Isbul desaparece do registro histórico e não se sabe quando morreu e nem em que circunstâncias.

## Análise
Em sua biografia de Isbul, Pavlov sublinha seus "extraordinários méritos no desenvolvimento do estado búlgaro" e o descreve como "um dos arquitetos do estado búlgaro medieval durante os anos de sua ascensão". O historiador romeno Florin Curta enfatiza a similaridade entre os papéis de Isbul e o dos prefeitos do palácio do século VIII nas terras francas dos merovíngios.